# Rhyacia fasciata
Rhyacia fasciata är en fjärilsart som beskrevs av Vorbrodt 1921. Rhyacia fasciata ingår i släktet Rhyacia och familjen nattflyn. Inga underarter finns listade.